# Tessanne Chin
Tessanne Amanda Chin (Kingston, Jamaica; 23 de septiembre de 1985), más conocida como Tessanne Chin, es una cantante de reggae fusion, conocida por ser la ganadora de la quinta temporada del reality show estadounidense The Voice como parte del equipo de Adam Levine. Ha sido telonera de artistas famosos tales como Patti Labelle, Peabo Bryson y Gladys Knight, y ha salido de gira por tres años con Jimmy Cliff. Es la hermana menor de la cantante Tami Chynn y cuñada del DJ Wayne Marshall.
Su segundo álbum Count On My Love, el primero a nivel global, fue publicado el 1 de julio de 2014 bajo el sello Republic Records.

## Biografía
Chin nació en Kingston, Jamaica. Su padre, Richard Chin, es de ascendencia china y cheroqui y su madre Christine Chin, es afroeuropea. Sus padres estuvieron en un grupo musical llamado The Carnations y su hermana mayor Tami Chynn es también cantante. Su primo Jay Hall es vocalista y guitarrista de la banda de rock inglesa Grassroutes (y anteriormente The Royal Players), y el hermano de Jay, Leon, es vocalista del grupo de ska fusion Electrik Custard.
Tessanne se introdujo en la música a muy temprana edad gracias a sus padres. Su madre fue trompetista y cantante de su grupo musical y su padre fue el baterista. La familia tiene un estudio de grabación ubicado en Jamaica.
Tessanne empezó a cantar a la edad de 6 años con el "Litle People and Teen Players Club" de Cathy Levy, una de las mejores escuelas de artes escénicas en Jamaica. La mayoría de su entrenamiento vocal vino de su madre y también del destacado asesor vocal, Lecie Wright. Tessanne aprendió de primera mano acerca de la diversidad cultural cuando se mudó a Inglaterra a la edad de 12 años. Se destacó por dedicar tiempo a la escritura de canciones.
Tessanne está casada con Michael Cuffe desde 2011. Los dos han sido amigos desde hace cuatro años antes del matrimonio.

## Carrera musical

### 2006-2012: Inicios de su carrera
A su regreso a Jamaica, Chin se unió a la banda de rock jamaicano Mile High cantando para multitudes en muchos lugares locales incluyendo el Jazzfest, el Rockfest, y el RETV Unplugged. Su (de la banda) estilo, rock reggae, era único. Después de ir de gira por tres años con Jimmy Cliff como artistas de apertura, Chin decidió lanzarse en solitario.
Después de su salida del grupo Mile High, Tessanne empezó a escribir canciones para su álbum debut. Rudy Valentino y Paul Kastick eran sus productores. Su sencillo debut "Hideaway", recibió pesada rotación en las emisoras de Jamaica y en selectas emisoras de Nueva York.
En conjunto con el sencillo y su respectivo vídeo musical fueron muy populares. La canción fue incluida en el álbum recopilatorio de VP Records, Reggae Gold publicado en el 2007.. Después de «Hideaway», lanzó dos sencillos más, «Messenger» y «Black Books», ambos disponibles en su página web.
Ella ha cantado en varios shows en vivo, incluyendo el The Air Jamaica Jazz and Blue Festival en el 2006, el Reggae Sumfest en el 2007 y 2011, The Deck Cafe, The Port Royal Music Festival, el ABC Slim Traxx y su propio show Arabian Night. Su estilo mezclado es influenciado por cantantes tales como Skunk, Pat Benatar, Diana King, Céline Dion, Aretha Franklin, Barbra Streisand, Bob Marley y Mahalia Jackson.
Tesanne ha colaborado con artistas colegas de Jamaica tales como Shaggy (en el tema "Never Let Go") y Protoje (en el tema "Someone Like You"), la banda de soca Kess (en el tema "Loving You") y fue incluida en una canción; por la legendaria banda jamaicana Third World, titulada "By My Side".
Otras destacadas canciones de Tessanne son remake de otros artistas y bandas musicales famosas como Foreigner (con el tema «I Wanna Know What Love Is»), The Who (con el tema «Love, Reign o'er Me»), Katy Perry (con el tema «Firework») y Phish (con el tema «Free»). Un remake del tema de Bob Marley «Could You Beloved» el cual Tessanne interpretó con su banda Mile High también circuló en internet a comienzos del 2006. Otros trabajos incluyen presentaciones en vivo de «You and Me», interpretado y escrito por su hermana mayor Tami Chynn.
El 6 de diciembre de 2010, Tessanne publicó su álbum debut disponible para descarga digital titulado In Between Words.

### 2013: The Voice
En septiembre de 2013, fue anunciado que Tessanne podría competir en la quinta temporada del reality show estadounidense The Voice, después el músico de reggae Shaggy le presentó la competencia como una oportunidad para finalmente, consolidarse como una estrella internacional. En el segundo episodio de las "Audiciones a Ciegas" transmitido el 24 de septiembre de 2013, Tessanne interpretó el tema de Pink «Try». Todos los cuatro jurados, es decir, Adam Levine, Cee Lo Green, Christina Aguilera y Blake Shelton quisieron tenerla en sus equipos pero ella optó por el equipo de Adam Levine.
El 10 de diciembre de 2013, su presentación del clásico de Simon & Garfunkel «Bridge over Troubled Water» para la ronda de semifinales se convirtió en #1 en los charts de iTunes, con ella convirtiéndola en el primer concursante en conseguir la posición superior en los charts al final de las votaciones de dicha temporada. Esta presentación también le sirvió como su primera aparición en los charts de Estados Unidos, posicionadose en el #64 en el Billboard Hot 100, en el #14 en el digital songs charts, y #5 en el Heatseekers Songs chart. En el Canadian Hot 100, la canción hizo su debut en el #39. El 17 de diciembre de 2013, su presentación del tema de Whitney Houston «I Have Nothing» se convirtió en #1 en los iTunes Charts, con ella convirtiéndola en el primer participante en esa temporada en obtener la posición en el top charts por segunda vez.
La semana siguiente la versión hizo su debut en el Billboard Hot 100 en la posición #51, la posición #12 en el digital songs charts y #15 en el Hot R&B/Hip-Hop Songs. Su dueto con su entrenador Adam Levine, un cover del tema «Let It Be» de The Beatles se posicionó en el #76 en el Billboard Hot 100 y #24 en el digital songs charts. Las canciones también se posicionaron en el #1 y #7 respectivamente, en el Heatseekers Song chart. En Canadá, su cover del tema «I Have Nothing» se posicionó en el #32 mientras que «Let It Be» se posicionó en el #35.[ Heatseekers Charts] Un álbum compilatorio con versiones en estudio de sus presentaciones en The Voice fue publicado en iTunes y se posicionó en el #4 en el Heatseekers Album charts.
Durante el show de resultados finales, Tessanne se posicionó como la ganadora de la quinta temporada junto a Jacquie Lee en el segundo puesto y Will Champlin en el tercero. Después de su victoria fue anuncado, que ella debutó su primer sencillo estadounidense «Tumbling Down», escrito por Ryan Tedder de OneRepublic.

### 2014: Después de The Voice y debut discográfico
El 30 de diciembre, Tessanne fue nombrada "Artista del Año 2013" por la revista Caribbean Journal. Junto a Jacquie Lee and Will Champlin, interpretó su nuevo sencillo «Tumbling Down» en el Desfile Anual del Torneo de las Rosas (en inglés: Rose Bowl Parada) el 1 de enero de 2014 por primera vez después de victoria en The Voice.
El 12 de enero de 2014, ella realizó su primer concierto en celebración a su victoria en The Voice, apodado "Tessanne's Homecoming". El evento se realizó en el centro de Kingston y la entrada fue gratuita. También cantaron Shaggy, Wayne Marshall, Assassin, y su compañera de género Alaine Laughton. Esa noche, ella presentó una Medalla de Oro en la Ciudad de Kingston y una citación por la alcaldesa Angela Brown Burke.
El 15 de febrero de 2014, se presentó en el 21st Annual 9 Mile Music Festival en Miami, Florida junto a Lauryn Hill, Stephen Marley, Damian Marley, Julian Marley, Sean Paul, Shaggy, Mavado, y mucho más.
El 25 de febrero, se presentó en Trinidad junto a Kes The Band en el concierto "Tuesdays On The Rock".
Ella se presentó en la Casa Blanca el 6 de marzo de 2014, para la serie de shows del Presidente Barack Obama y la primera dama Michelle Obama "In Performance at the White House", con otros actos incluyendo a Melissa Etheridge, Aretha Franklin, Ariana Grande, Patti LaBelle, Janelle Monáe,  y Jill Scott con Greg Phillinganes como el director musical, para un concierto en celebración a las mujeres, apodado "Women of Soul: In Performance at The White House". En la ceremonia, ella cantó el éxito de Donna Summer Last Dance, justo después, se unió a Jill Scott, Melissa Etheridge, Patti LaBelle, Janelle Monáe y Ariana Grande en un tributo a Tina Turner interpretando una versión clásica de Proud Mary. El evento fue transmitido en PBS el 7 de abril de 2014.
Chin fue condecorada en la 5° Gala Anual Benéfica de Toronto en el Hotel Ritz Carlton el 29 de marzo de 2014 donde le fue entregado un Premio Luminaria junto a mentor de mucho tiempo, el legendario artista reggae Jimmy Cliff. Esa noche, los filántropos Michael Lee-Chin y Raymond Chang se comprometieron en una guerra de subastas improvisadas para persuadir a Chin de cantar su primer sencillo en suelo canadiense. Al final, Mr. Lee-Chin encabezó la subasta con $40.000 y solicitó a Chin interpretar tres canciones. Producto de la licitación, se realizaron becas para el sistema universitario con sede en el Caribe.
Ella se presentó en el Festival de Reggae en Barbados de Digicel el 27 de abril de 2014 en Barbados.
Ella se presentó en el Concierto Global organizado por McDonald realizado en Orlando, Florida el 1 de mayo de 2014. Ahí, interpretó los éxitos de Whitney Houston "I Will Always Love You" y "I Have Nothing" en compañía de David Foster en el piano. Ella también se unió a Ne-Yo en la interpretación del tema Incredible (originalmente interpretada junto a Celine Dion). Otros actos del concierto incluyeron a su entrenador en The Voice Adam Levine y Sting
Ella se presentó en el Nautical Music Festival en Antigua como acto de cierre en el Antigua Sailing Week el 3 de mayo de 2014 junto a Christopher Martin así como también el artista legendario de reggae Barrington Levy, entre muchos otros.
Se presentó para Roma Downey y su hermano Mark Burnett en el Entertainment Industry Dinner 2014 en honor a su visión, liderazgo, logros y contribuciones a la comunidad del entretenimiento el 8 de mayo de 2014, junto al grupo de pop góspel RAISE y el grupo vocal The Tenors en el The Beverly Hilton Hotel en Beverly Hills.
El 17 de mayo de 2014, se presentará en el Sony Centre for the Performing Arts en Toronto, Canadá.
El 23 de mayo, se presentará en el Atlantis Resort en las Bahamas.
Se presentará en el primer Festival Oracabessa, "A Celebration Of Caribbean Culture" el lunes 26 de mayo de 2014, junto a Beenie Man, Konshens, and Assassin/Agent Sasco. El evento tendrá lugar en el Roy Wilkins Park en Queens, Nueva York.
Durante el estreno de la sexta temporada de The Voice el 24 de febrero de 2014, fue revelado que Chin encabezará la nómina de artistas del The Voice Summer Tour 2014 el cual comenzará el 21 de junio en San Antonio, Texas y concluirá en Redmon, Washington el 2 de agosto de 2014. Ella estará acompañada por la subcampeona de la quinta temporada Jacquie Lee y el finalista del tercer puesto Will Champlin, junto al subcampeón de la primera temporada Dia Frampton; así como los ganadores del segundo y tercer puesto de la sexta temporada del programa. The Voice Summer Tour 2014 es patrocinado por la marca de champú Clear Scalp & Hair. Dos comerciales promocionales con Chin han sido publicado para la campaña, así como un vídeo de instrucciones.
Ella cantó en el St. Lucia and Arts Festival el 11 de mayo de 2014, actuando a lado de la leyenda de reggae Barrington Levy, así como también Alison Hinds, Commodores, Elvis Crespo, KEM, Maxwell, Monty Alexander, Omar Sosa, P Square, Teddyson John, Alternative Quartet, Blue Mangó y el ganador del Premio Grammy y Premio Tony Dee Dee Bridgewater.
Se espera llevar a cabo la participación de Chin en la edición n.º 18 del St. Kitts Music Festival, el cual se llevará a cabo desde el 26 de junio al 28 de junio de 2014.
Ella actuará en el Reggae Sumfest en Jamaica el 19 de julio de junto a Wiz Khalifa, Jason Derulo, Future, Beenie Man, Sean Paul, Jah Cure, Chronixx, Freddie McGregor, Kat Dahlia, entre otros artistas. Esté marca la tercera participación de Chin en este festival.
Tessanne publicó su segundo álbum de estudio y primero bajo el sello Republic Records, Count On My Love on 1 de julio de 2014. Ella ha expresado su deseo de hacer algunas de las grabaciones del álbum en Jamaica en los estudios GeeJam en Portland. Entre las participaciones confirmadas para el álbum Damian Marley y su mentor de mucho tiempo Shaggy. La posibilidad de una colaboración con Ne-Yo también fue mencionada. Los productores confirmados del álbum son Jerry "Wonda" Duplessis,, Stargate, Shama "Sak Pase" Joseph, Mark "Exit" Goodchild, Shaun Pizzonia aka Sting International, Mitchum "Khan" Chin, y Supa Dups. Los compositores confirmados son Autumn Rowe, Claude Kelly, AC Burrell, Ryan Tedder of OneRepublic, Lil Eddie, and legendary songwriter Diane Warren. Toby Gad, Rock City aka Planet VI, Chuck Harmony, y Johnny Black son confirmados para el álbum, sin embargo actualmente se desconoce si contribuyeron como compositores o productores. Una posible colaboración con su compañero y finalista de la quinta temporada en The Voice Will Champlin fue insinuado, aunque es actualmente desconocido el proyecto en el que participará. Su segundo sencillo, titulado «Everything Reminds Me of You» escrito por Rock City aka Planet VI, debutó durante semifinal de la sexta temporada en The Voice con una actuación en vivo.
Tessanne coescribió cinco canción las cuales son «Everything Reminds Me of You», «Count on My Love», «Always Tomorrow», «Lifeline» y «Heaven Knows» mientras que «One Step Closer» fue escrita por ella. Ella declaró en una entrevista con Direct Lyrics que ella es tanto compositora como cantante y agradeció a Rock City, Claude Kelly and Toby Gad por tener eso en cuenta.
El álbum debutó en la posición #41 en el Billboard 200 y en el #20 en el Top Digital Albums. El álbum vendió 7.000 copias en su primera semana de lanzamiento de acuerdo a Billboard, convirtiéndose en las ventas más bajas en primera semana por un ganador de The Voice. El álbum fue altamente criticado por la falta de actividad promocional por parte de Republic Records y The Voice.

## Arte

### Influencias
Su estilo está influencias por artistas de una amplia gama de géneros tales como Andrea Bocelli, Aretha Franklin, Barbra Streisand, Céline Dion, Diana King, Emeli Sandé, Mahalia Jackson, Pat Benatar, Beyoncé Knowles, Pink, y Tina Turner.

## Vida personal
Tessane se casó con la personalidad de radio de Jamaica Michael Cuffe en 2011. Los dos han sido mejores amigos por cuatro años antes de casarse. Como estaba previsto por Celine Dion, la pareja esperará al menos cinco años para tener hijos.

## Filantropía
Tessanne co-encabezó el concierto benéfico de Shaggy Shaggy and Friends, junto a artistas conocidos tales como Shaggy, Ne-Yo, Sean Paul, Elephant Man, Wayne Marshall, Assassin/Agent Sasco, Tarrus Riley, Konshens, I-Octane, y el finalista Top 6 de la quinta temporada de The Voice Matthew Schuler, entre muchos otros. Otros artistas como Damian Marley y Jah Cure realizaron apariciones especiales. Todos los fondos recaudados fueron dirigidos al Hospital Infantil Bustamante en Kingston.
Tessanne se presentó en la 19.ª Gala Anual de Recaudación de Fondos Esperanza Construcción y Subasta Silenciosa celebrada por la organización Food for the Poor con base en Florida el 1 de febrero de 2014. Ahí, interpretó el sencillo «Tumbling Down» para animar a los asistentes a sustituir a las familias pobres chozas en ruinas en Ganthier, Haití con seguros y casas permanentes.

## Discografía
| Álbumes de estudio - 2010: In Between Words - 2014: Count On My Love | Sencillos - 2006: «Hideaway» - 2007: «Blackbooks» - 2008: «Messenger» - 2008: "Broken Melody" - 2010: «Loving You» (con Kes) - 2010: «Are Yuh Gonna (Control)» - 2011: «By My Side» (con Third World) - 2013: «Tumbling Down» - 2014: «Everything Reminds Me of You» - 2015: <Fire> |